# De Korenbloem (Oploo)
De Korenbloem is een standerdmolen, waarvan het bouwjaar onbekend is. Het bouwjaar van de molen in Oploo wordt geschat op 1800. Het zou de in 1750 in Den Dungen gebouwde molen kunnen zijn, die in 1800 naar Oploo verplaatst zou zijn, maar dat wordt betwijfeld. De windmolen staat aan de Vloetweg 1 in Oploo.
De molen heeft 1 koppel kunststenen. Oorspronkelijk waren in de molen twee koppel maalstenen aanwezig wat aan het bovenwiel nog te zien is, omdat zowel aan de voorzijde als achterzijde kammen zitten.
De molen heeft een 5,35 m lange, houten bovenas met gietijzeren insteekaskop. Het gevlucht is Oudhollands en heeft ijzeren, geklonken potroeden. Het luien (ophijsen) gebeurt met behulp van een varkenswiel dat aangedreven wordt door het bovenwiel.
De vang (rem) is een Vlaamse vang met binnenvangstok.

## Overbrengingen
- De overbrengingsverhouding is 1 : 5,36.
- Het bovenwiel heeft aan de trapzijde 75 kammen en aan de borstzijde oorspronkelijk 66.
- Het nog aanwezige steenrondsel aan de trapzijde voor de voormolen heeft 14 staven. Het steenrondsel draait hierdoor 5,36 keer sneller dan de bovenas. De steek van het steenrondsel, de afstand tussen de staven, is 11,7 cm.

### Eigenaar
Thans Gemeente Sint Anthonis

## Fotogalerij

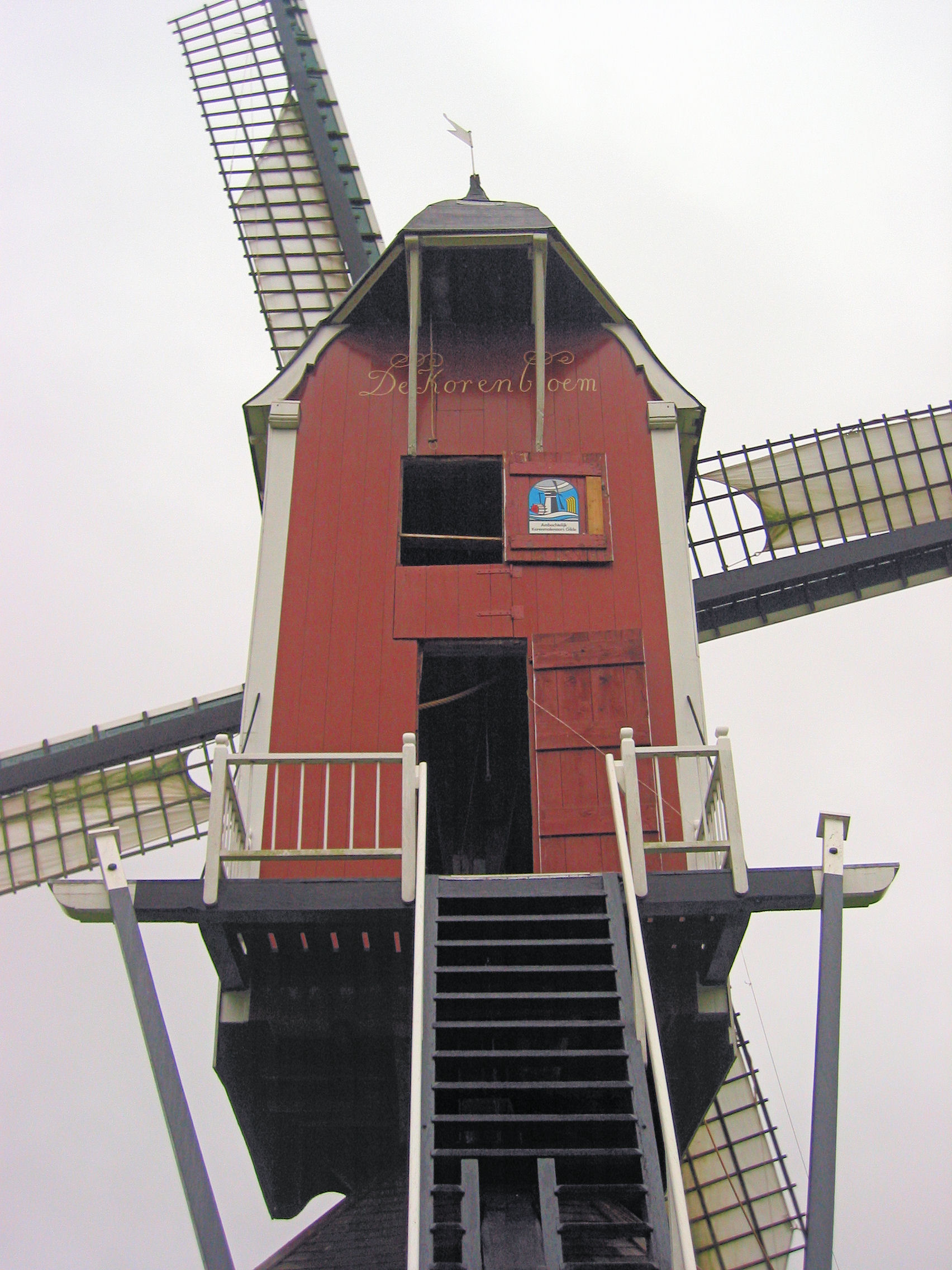
Trapzijde
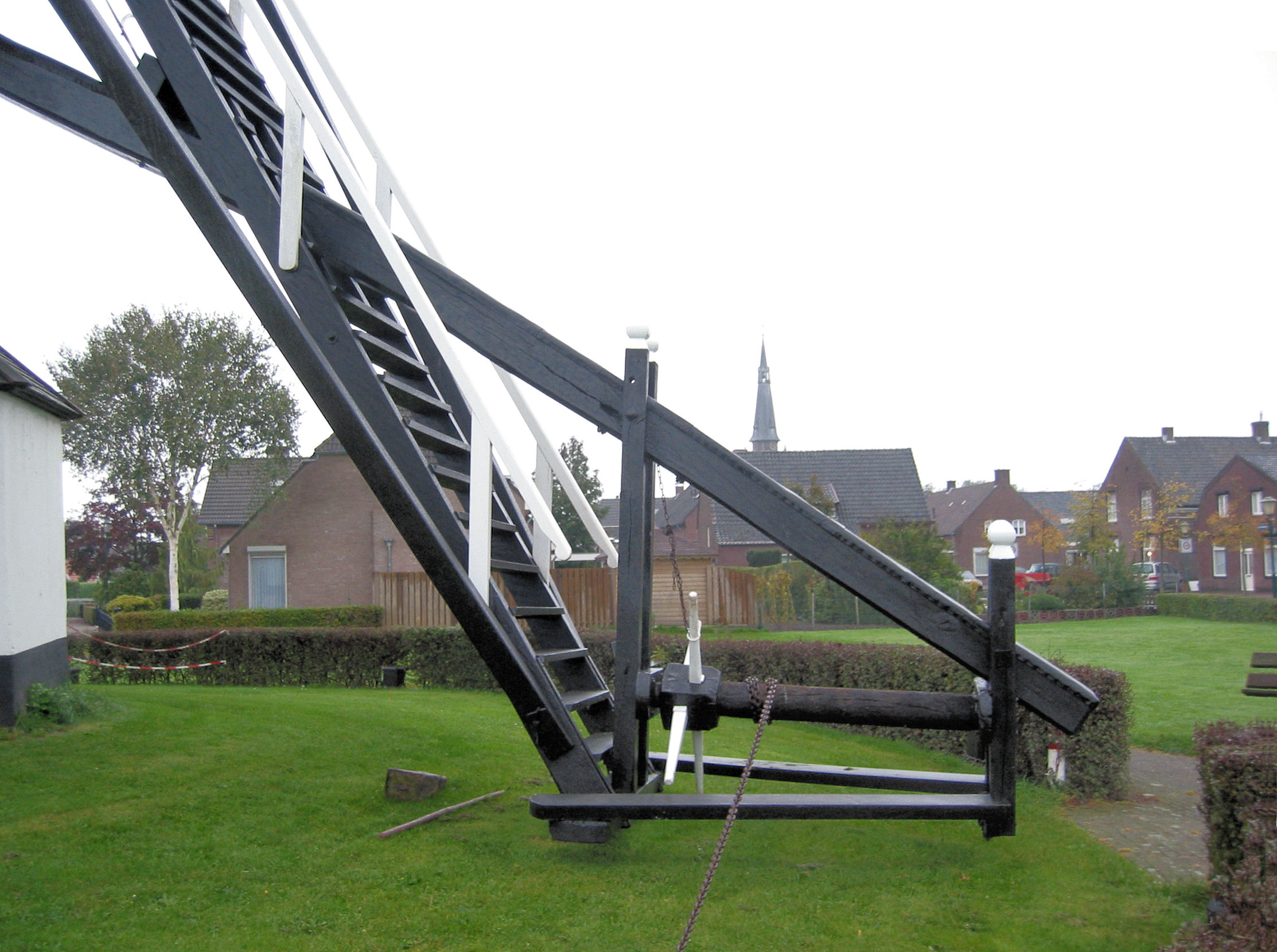
Kruibank met windkoppel
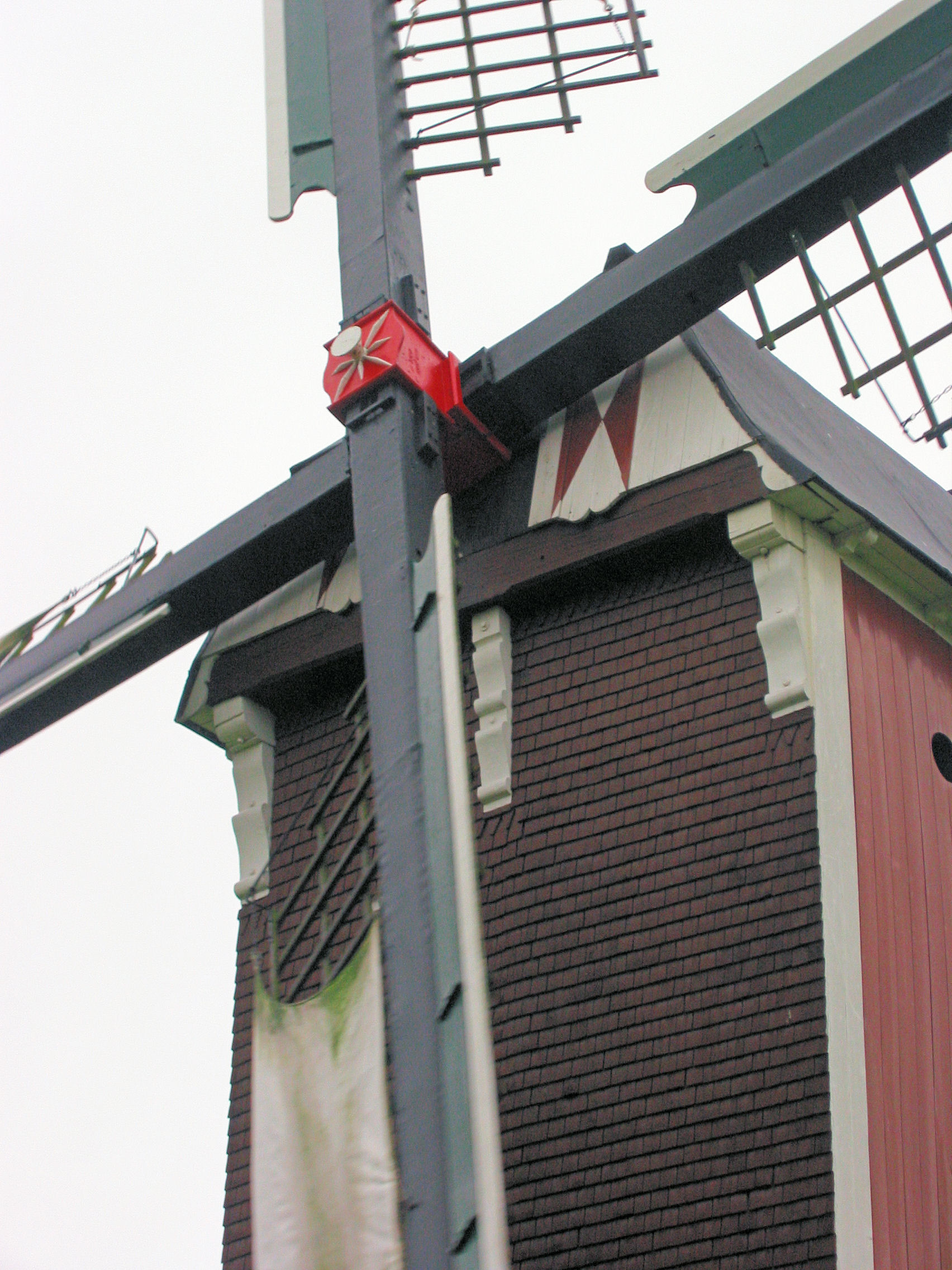
Wiekenkruis met askop
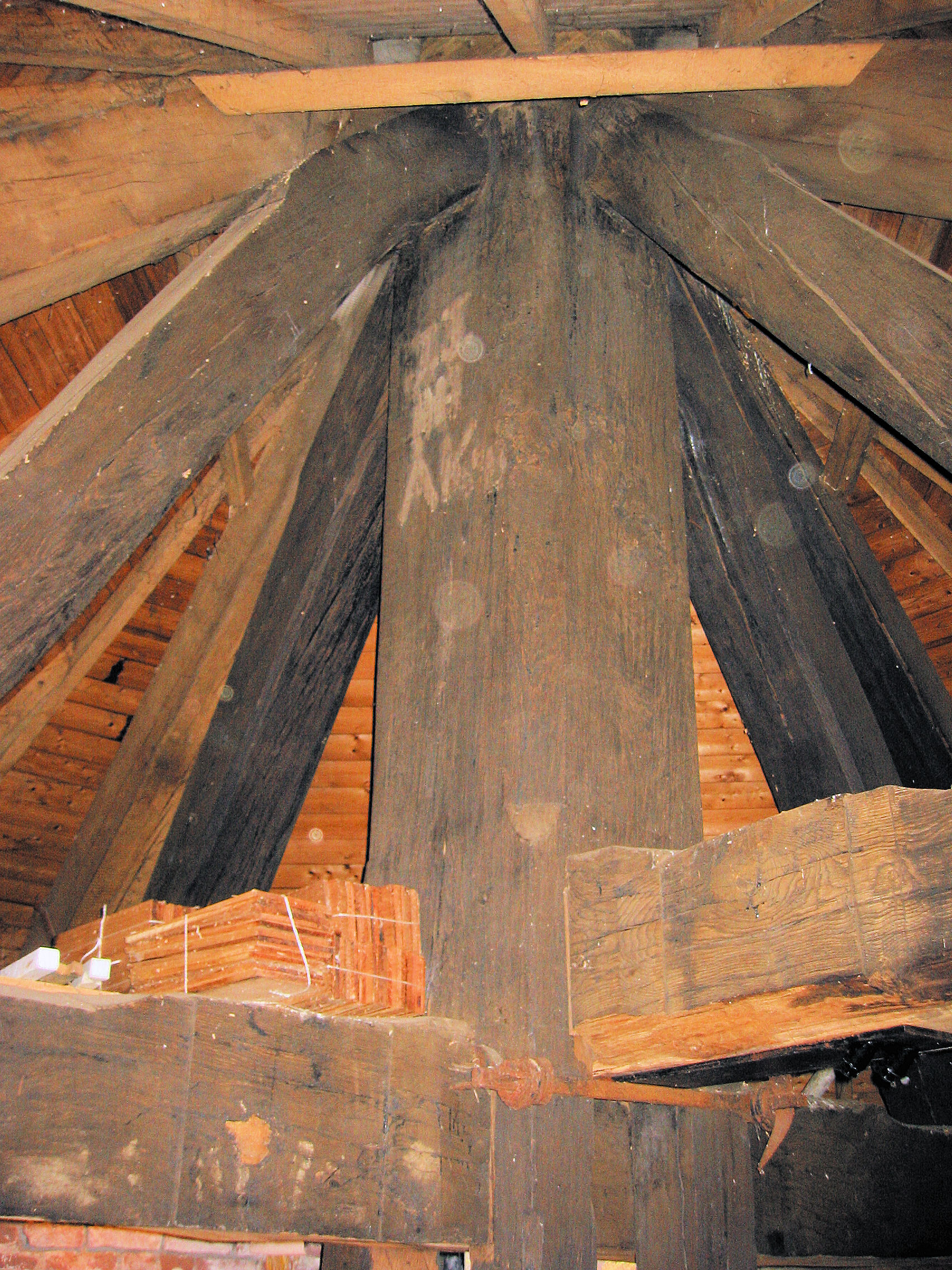
Standerd
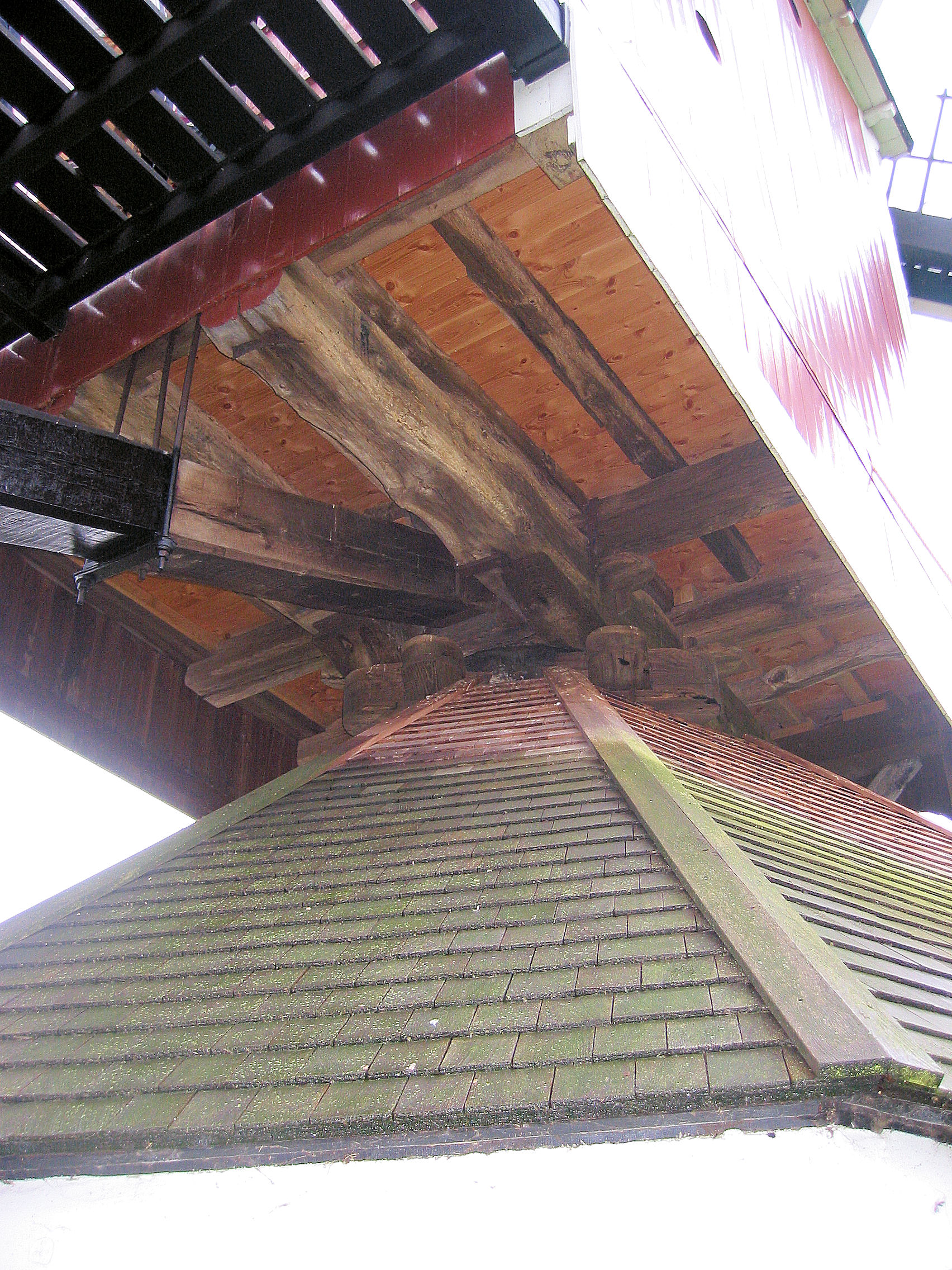
Onderkant zetel
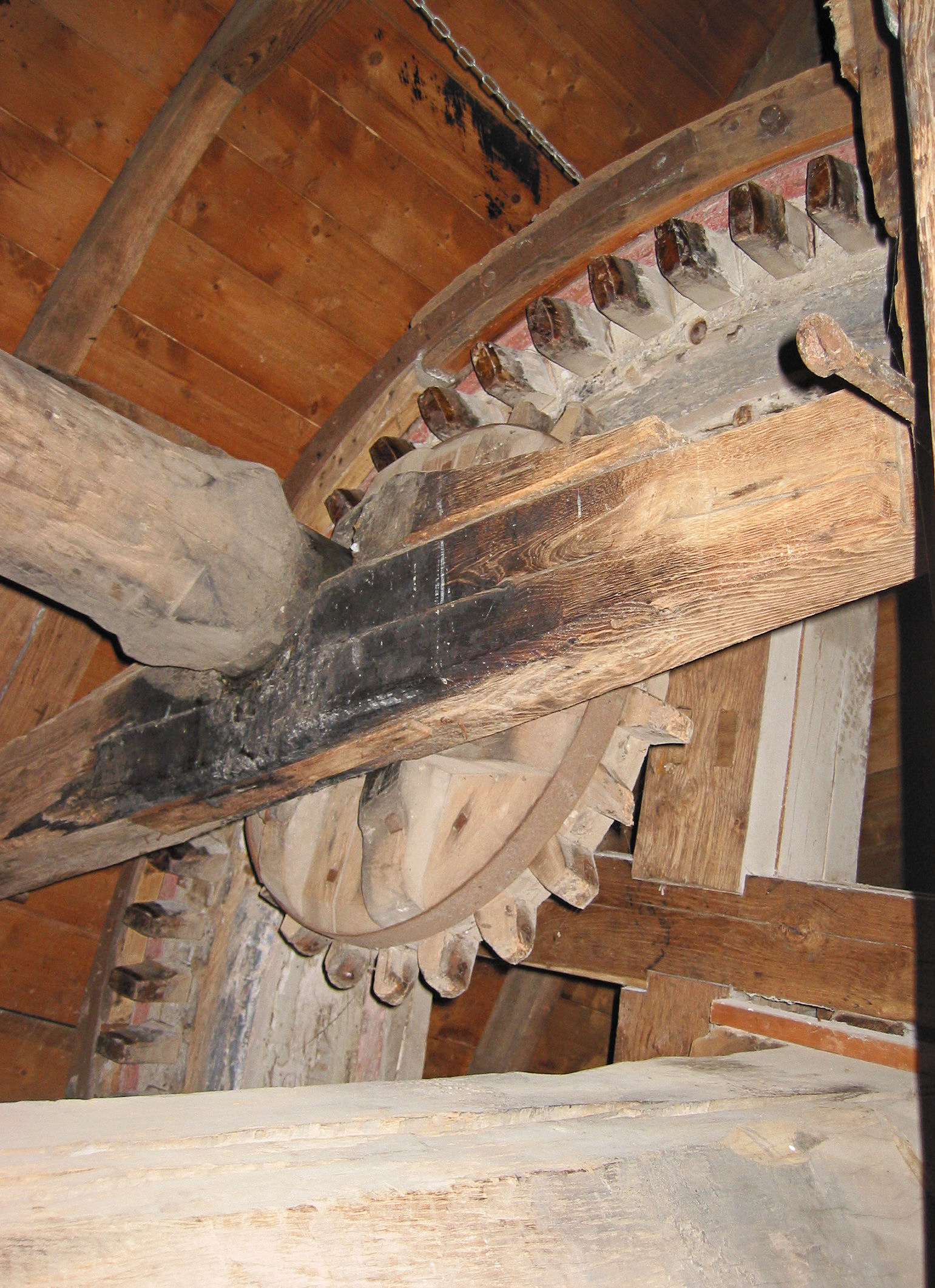
Varkenswiel
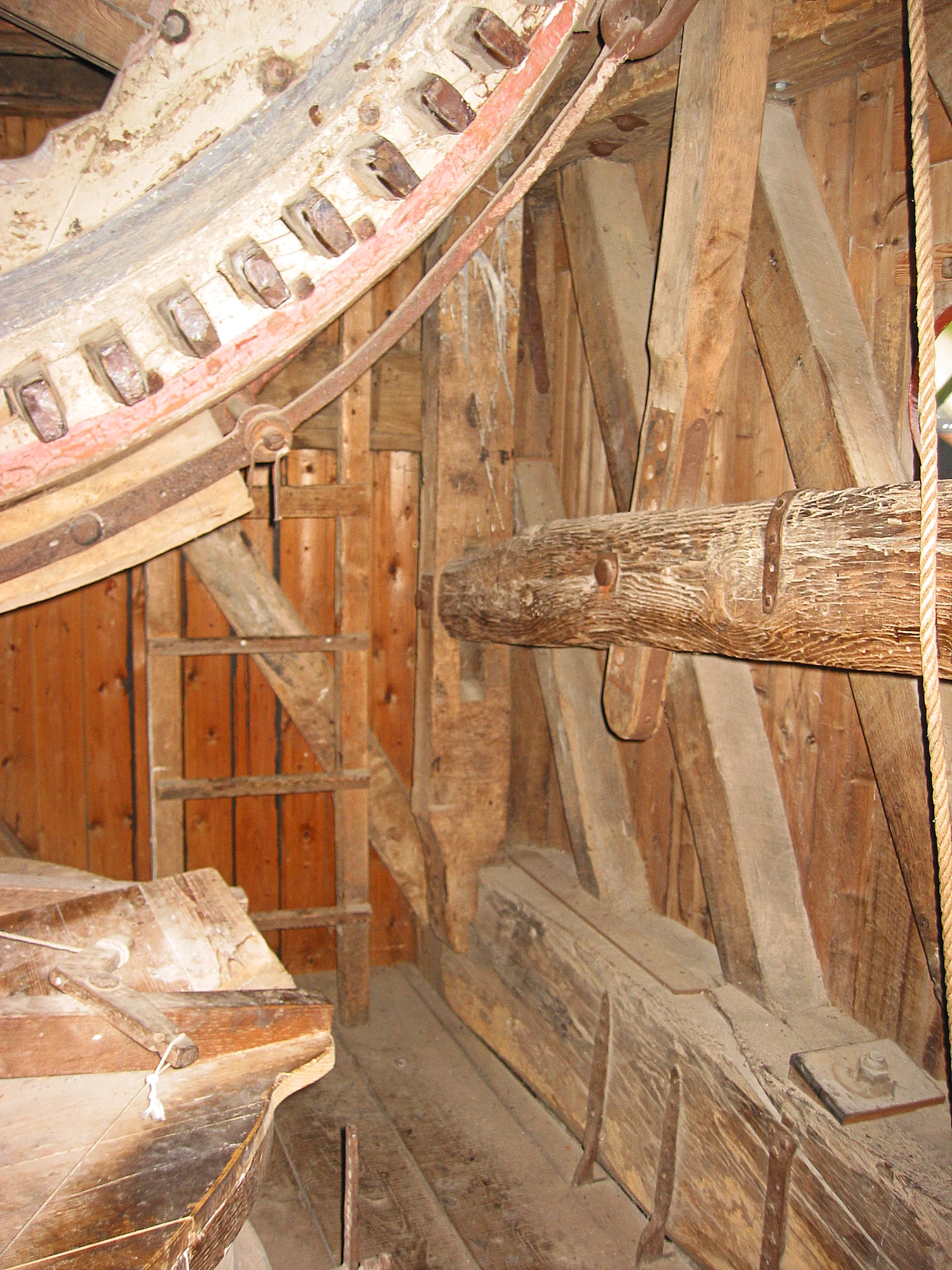
Vangbalk
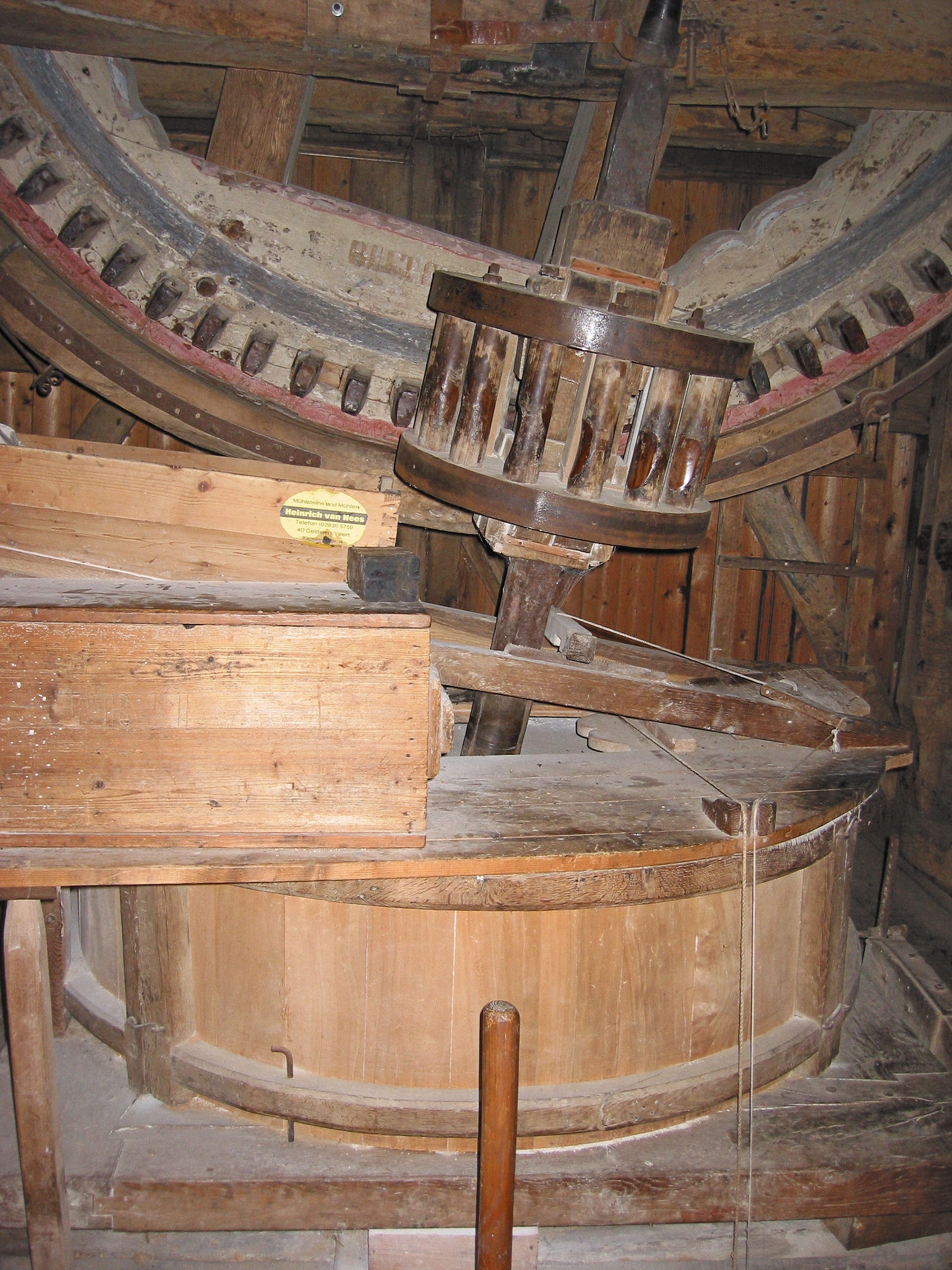
Maalstoel